# Petroica pusilla
La petroica del Pacifico (Petroica pusilla Peale, 1849) è un uccello della famiglia dei Petroicidi diffuso in Melanesia e Polinesia. È simile nell'aspetto alla petroica scarlatta dell'Australia e fino ad epoca recente le due venivano considerate conspecifiche, prima di essere suddivise in specie distinte da Schodde e Mason nel 1999. Attualmente ne vengono riconosciute nove sottospecie, che differiscono notevolmente tra loro per colorazione del piumaggio, preferenze alimentari e habitat. Anche la petroica di Norfolk e la petroica delle Salomone, con le sue quattro sottospecie, erano considerate varietà della petroica del Pacifico, ma vengono oggi considerate specie a sé.

## Tassonomia
La petroica del Pacifico venne descritta per la prima volta dal naturalista tedesco Johann Friedrich Gmelin nel 1789 a partire da un esemplare raccolto sull'isola di Norfolk. Per lungo tempo è stata considerata conspecifica della petroica scarlatta dell'Australia fino a quando, nel 1999, Schodde e Mason non l'hanno riconosciuta come specie a parte. Forma un gruppo di specie con la petroica scarlatta e la petroica della Nuova Zelanda. Nel 2015 la petroica di Norfolk e la petroica delle Salomone, un tempo considerate sue sottospecie, sono state riconosciute come specie a parte. Dal momento che la specie di Norfolk venne scoperta per prima, essa ha mantenuto l'epiteto specifico multicolor, mentre la petroica del Pacifico ha preso l'appellativo specifico di pusilla, cioè quello della sottospecie nominale, originaria delle Samoa, descritta dal naturalista americano Titian Peale nel 1848.
Il nome generico Petroica deriva dalle parole greche petros, «pietra», e oikos, «casa». Il nome specifico pusilla deriva dal latino pusillus, che significa «molto piccolo».
È una delle cinque specie del genere Petroica dal petto di colore rosso o rosa note col nome comune di Red Robins («pettirossi rossi»). Sebbene debba il suo nome inglese di Pacific Robin («pettirosso del Pacifico») a una certa somiglianza con il pettirosso europeo, non è imparentata né con questo né con il pettirosso americano. Assieme ai suoi simili, è stata classificata per molti anni nella famiglia dei pigliamosche del Vecchio Mondo, i Muscicapidi, o in quella degli zufolatori, i Pachicefalidi, prima di essere posta in una famiglia a parte, i Petroicidi.
Gli studi sull'ibridazione del DNA condotti da Sibley e Ahlquist spinsero gli studiosi a classificare i Petroicidi nel parvordine dei Corvida, che comprende molti Passeriformi tropicali e australiani, tra i quali i Pardalotidi, i Maluridi e i Melifagidi, oltre, ovviamente, ai Corvidi. Tuttavia, grazie a ricerche molecolari più recenti, è stato scoperto che i Petroicidi appartengono invece a uno dei rami più antichi dell'altro parvordine degli Oscini, i Passerida (o uccelli canori «avanzati»).

### Sottospecie
Attualmente vengono riconosciute nove sottospecie di petroica del Pacifico:
| Sottospecie                      | Sottospecie                                                                                             | Sottospecie | Sottospecie |
| Nome scientifico e autore        | Areale                                                                                                  | Descrizione |             |
| -------------------------------- | --- | --- | ----------- |
| P. m. ambrynensis Sharpe, 1900   | Vanuatu settentrionali e centrali (Espiritu Santo, Ambae, Ambrym, Paama, Lopévi e Tongoa) e isole Banks | Come la sottospecie nominale, ma con meno bianco sulle ali; femmina con petto rosso-arancio. Dimorfismo sessuale pronunciato.                                                                 |             |
| P. m. similis G. R. Gray, 1860   | Vanuatu meridionali (Tanna e Aneytium)                                                                  | Come P. m. ambrynensis, ma con il maschio di un nero-fuligginoso più scialbo. |             |
| P. m. femenina Mayr, 1934        | Vanuatu centrali (Efate ed Emao)                                                                        | Maschi più simili alle femmine; regioni superiori marroni e piume marroni che si estendono fino al rosso del petto. Femmina più chiara del maschio, con colorazione cannella e gola bianca.   |             |
| P. m. soror Mayr, 1934           | Isole Banks (Vanua Lava)                                                                                | Come P. m. femenina, ma con regioni superiori più scure e gola di colore più scarlatto. |             |
| P. m. cognata Mayr, 1938         | Vanuatu centro-meridionali (Erromango)                                                                  | Simile a P. m. soror, ma con regioni superiori più grigiastre e con del bianco sulla coda. |             |
| P. m. pusilla Peale, 1848        | Samoa (Savai'i e Upolu)                                                                                 | Sottospecie nominale; maschio con regioni superiori e testa di colore nero fuligginoso, con più bianco sulle ali e macchia bianca più piccola sulla fronte.                                   |             |
| P. m. kleinschmidti Finsch, 1876 | Figi (Viti Levu e Vanua Levu)                                                                           | Come P. m. pusilla, ma maschio con macchia frontale bianca più grande e regioni superiori più scure, e femmina con regioni superiori più grigiastre e barra alare bianca sulle ali più larga. |             |
| P. m. taveunensis Holyoak, 1979  | Figi (Taveuni)                                                                                          | Come P. m. kleinschmidti, ma maschio con gola di un rosso più intenso e femmina con regioni superiori marrone.                                                                                |             |
| P. m. becki Mayr, 1934           | Figi (Kadavu)                                                                                           | Come P. m. kleinschmidti, ma entrambi i sessi con regioni superiori più chiare. |             |

## Descrizione
La petroica del Pacifico è un Passeriforme di piccole dimensioni, di 11,5-13,5 cm di lunghezza e 9-11 g di peso. In gran parte dell'areale che occupa, è la specie di uccello più piccola. Il piumaggio dei maschi varia da quello delle femmine, in modalità differente da una sottospecie all'altra. Nella sottospecie nominale il maschio ha la testa nera con la fronte bianca, dorso e coda neri, e ali anch'esse nere con una fascia bianca. Petto e ventre sono rossi, e la parte più bassa di quest'ultimo e la groppa sono bianchi. La femmina è priva del bianco della fronte e delle ali, e il piumaggio nero del maschio è rimpiazzato da piume di colore marrone scuro. Il petto è di un rosso più scialbo di quello del maschio e i fianchi sono in gran parte marroni; anche la zona di piume bianche della groppa ha un'estensione minore. In entrambi i sessi zampe e becco sono neri. In alcune sottospecie, come in P. m. femenina delle Vanuatu centrali, i maschi hanno un piumaggio più simile a quello delle femmine; in altre, invece, sono le femmine che somigliano di più ai maschi. Per un elenco completo delle differenze tra sottospecie, vedere la tabella qui sopra.

## Distribuzione e habitat

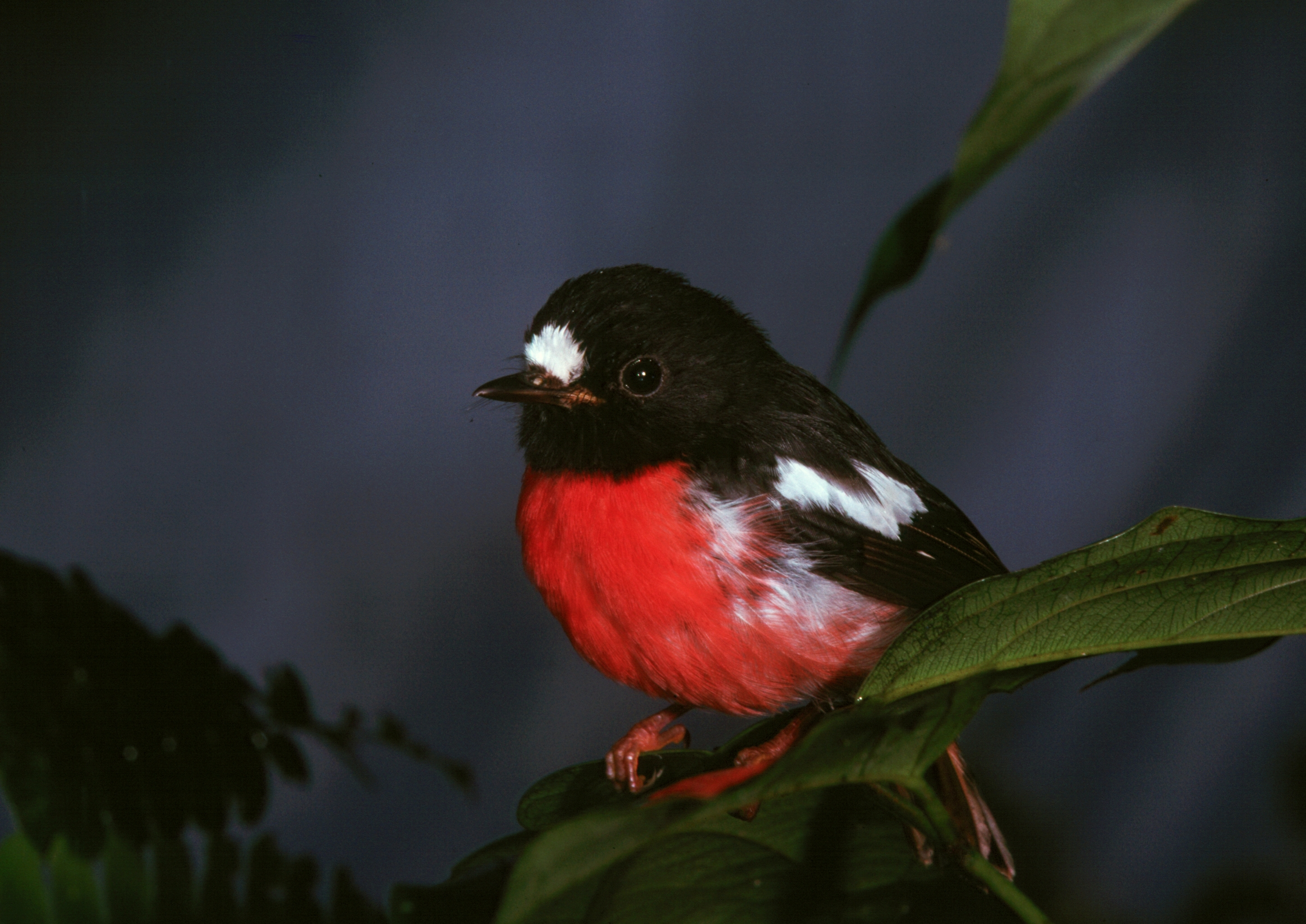
Esemplare maschio a Viti Levu (Figi).

La petroica del Pacifico vive sulle isole del Pacifico sud-occidentale. Il suo areale si estende dalle Vanuatu a ovest alle Samoa a est. In tutto l'areale la specie è stanziale, sebbene vi possano essere piccoli spostamenti locali durante la stagione non riproduttiva. Un ritrovamento fossile sull'isola di Haʻapai, nelle Tonga, indica che in passato la specie era presente anche in quell'arcipelago, dal quale oggi è scomparsa.

## Biologia

### Alimentazione
Quasi tutta la dieta della petroica del Pacifico è costituita da insetti, ragni e pseudoscorpioni. Generalmente essa si nutre negli strati bassi della foresta, sebbene occasionalmente salga fino alla volta. Quando è in cerca di cibo, si aggrega spesso a stormi misti di altri uccelli. Le prede possono essere catturate in aria, sul suolo o sugli alberi, ma le varie popolazioni prediligono metodi di alimentazione differenti.

### Riproduzione
La petroica del Pacifico ha una stagione della nidificazione ben delimitata, ma essa varia da una zona all'altra dell'areale. Riguardo alle popolazioni stanziate su molte isole le notizie sul periodo di riproduzione sono scarse o del tutto assenti. Nelle Vanuatu la stagione della nidificazione va da ottobre a gennaio, mentre genitori con i piccoli sono stati osservati tra giugno e settembre nelle Samoa. La specie costruisce un nido compatto costituito da una sorta di coppa fatta di fibre vegetali e tela di ragno. La superficie esterna è decorata con muschio e licheni, e quindi la struttura non è facilmente individuabile. Il nido è di solito situato alla biforcazione di un ramo o del tronco, o su un ramo orizzontale.
Ciascuna nidiata è composta da due a quattro uova, generalmente due o tre nelle Figi. Le uova sono di colore grigio scialbo o verdastro, e vengono covate dalla sola femmina. I nidi possono essere parassitati dal cuculo coda a ventaglio ove gli areali delle due specie si sovrappongono.

## Conservazione
Complessivamente, la petroica del Pacifico non è considerata una specie minacciata ed è classificata come «specie a rischio minimo» (Least Concern) sulla lista rossa della IUCN. Alcune sottospecie, tuttavia, possono essere minacciate dalla distruzione dell'habitat.